# Ясно поле
Ясно поле е село в Южна България. То се намира в община Марица, област Пловдив.

## География
Село Ясно поле се намира в Горнотракийската низина на 24 км североизточно от град Пловдив на надморска височина 144 м. Площта на селото е 1080 ха.

## История
Създадено е преди 1887 г. под името Чакъре. Първите писмени сведения за селото са от 1887 г. в Държавен вестник бр 43. Свързани са с информация за уволняване от длъжност на общински кмет на село Чакъре, Сърнегорска околия – Георги Иванов по негово желание и назначаване за кмет Кольо Лалев. Съществуват няколко различни предположения за поизхода на името на селото. Според народни предания „Чакъре“ е турското наименование. Произходът на името е свързан с местонаходението на селището в открито, равнино, явно, ясно място – „ачик кър“ – Ясно поле. Друга легенда разказва, че земите са били владение на богатия турчин Чакър бей, а според трети източници биволите с бели петна на челото – „чакърести“ – ясночели, отглеждани в благоприятните блатистите местности в района на селото дали и названието му.
През годините се променя и местоположението му. По време на османската власт близо до село Чакъре, местността Исаците се обособява турско село. Поради конфликт българското село се премества на юг в близост до Манолско Конаре в местността „Алачувица“. Изворът между селата и настъпилото там спречкване между жители на двете села, завършило със смъртта на момче от Конаре, довело до следващото преместване на север – почти на мястото, на което е разположено сега.
През 1934 г. селото е преименувано на Ясно поле. Равниното му землище включва 8000 дка обработваема земя и 1500 дка ливади. Покрай селото тече реката „Канала“, на 2 км. от него има изкуствена гора с широколистни дървета и храсти. Селото е електрифицирано през 1936 г., водоснабдено с три ръчни помпи през 1938 г., а през 1976 г. – чрез изградена помпена станция. През 70-те години на ХХ век селото се благоустроява – оформен е парк, построени са младежки клуб, спортен комплекс. През 80-те години са открити нова сграда за селската здравна служба, сладкарнцица, магазин запромишлени стоки, ресторант.
Има общност на т.нар. „български цигани“, които изповядват християнската религия и говорят български език.
Местната църквата „Свети Арахангел Михаил“ – е построена през 1895 г. Разрушена от земетресенията през 1928 г.тя е построена наново година по-късно. Църковното настоятелство, състоящо се от председател и 3-ма членове, функционира от първоначалното създаване на храма.
Първото училището в село Ясно поле се е помещавало в сградата на сегашния църковен двор около 1885 г. През 1896 г. сградата изгаря и година по-късно е построена нова паянтова сграда с две учебни и една учителска стаи, която била разрушена от земетресенията през 1928 г. Месец август 1928 г. Дирекция по възстановяване започва строежа на нова учебна сграда, в която до 2002 г. се помещава основното училище. До 1936 г. – класовете били слети, учителят, обучаващ от I до IV отделение – един. През 1956 г. училището става основно. Постепенно е открита работилница, открит е зоокът. През 1962 г. е направена първата копка за построяването на нова сграда, която функционира от 13 януари 1966 г. През следващите 20 години са открити занималня и ученически стол. От 2002 г.поради демографски причини обучението се провежда в слети паралелки до 2008 г. Тогава училището е закрито поради липса на достатъчно ученици.
Читалището в село Ясно поле е основано в периода 1927 – 1940 г. Според годишен формуляр от 1945 г. точната дата е 15 февруари 1940 г. Основателите са 22-ма членове. Според годишно сведение за дейността на читалището през 1948 г., то е основано през 1927 г., а уставът е утвърден през 1940 г. Първият официален документ за създаването на читалището е учредителен протокол от 1936 г., съхранен в Териториално статистическо бюро – Пловдив. Читалищната дейност първоначално се е стъстояла в изнасяне на пиеси, събраните пари, от които се използвали за закупуването на книги за библиотеката. През 1938 г. се доставя радиоапарат. Читалището притежавало 50 дка земя, наема от която му давал възможност да се самоиздържа. Проблем представлявал липсата на собствена сграда, като временно е използвана стара сграда в центъра, наричана „Плевнята“. През 1945 г. се създава фонд „Постройка на собствен дом“, чиято цел е събиране на средства за построяване на читалищна сграда. През следващите години броят на книгите в библиотеката расте, създадени са танцова, театрална и битова групи, група за художествено слово, пионерски хор, фотокръжок, „Народен университет“ за просвета на населението чрез безплатни беседи и курсове. През годините фолклорната група печели нгради от фестивали: Хисар – 1966 г., Първомай – 1964 г., 1999 г., Рожен – 1998 г., 2000 г. В последните години е създаден състав за спортни и модерни танци, детски танцов състав, организират се вечери на младото семейство, наборни вечери, родови срещи, ден на Християнското семейсто, Бабин ден, Свети Валентин, срещи с писатели.

## Население
Численост на населението според преброяванията през годините:
| \| Година на преброяване \| Численост \| \| --------------------- \| --------- \| \| 1934 \| 765 \| \| 1946 \| 851 \| \| 1956 \| 1023 \| \| 1965 \| 1018 \| \| 1975 \| 979 \| \| 1985 \| 895 \| \| 1992 \| 847 \| \| 2001 \| 804 \| \| 2011 \| 672 \| \| 2021 \| 602 \| |           |
| Година на преброяване | Численост |
| 1934 | 765       |
| 1946 | 851       |
| 1956 | 1023      |
| 1965 | 1018      |
| 1975 | 979       |
| 1985 | 895       |
| 1992 | 847       |
| 2001 | 804       |
| 2011 | 672       |
| 2021 | 602       |

### Етнически състав
Преброяване на населението през 2011 г.
Численост и дял на етническите групи според преброяването на населението през 2011 г.:
|                     | Численост | Дял (в %) |
| Общо                | 672       | 100.00    |
| Българи             | 463       | 68.89     |
| Турци               |           |           |
| Цигани              | 9         | 1.33      |
| Други               | 0         | 0.00      |
| Не се самоопределят |           |           |
| Неотговорили        | 197       | 29.31     |

## Личности
Бележити личности на село Ясно поле са:
- Йордан Иванов – състезател по конен спорт, спечелил 27 медала, от които 10 златни и 10 купи от републикански и международни състезания;
- Минко Запрянов – хандбалист от националния отбор, който по-късно играе и работи като треньор в Турция;
- Христо Стоичков – световноизвестен футболист, доктор хонорис кауза на Пловдивския университет и почетен консул на България в Испания.

## Редовни събития
Великденски събор, организиран всяка година с помощта на жителите и Народно читалище „Васил Левски“. От 2004 селото се посещава ежегодно от част от ансамблите на „Международен фолклорен фестивал“ Пловдив.

### Културни и природни забележителности
Югозападно от селото, на границата със село Маноле, се намира селищна могила, висока 2 метра с диаметър при основата 60 метра, наречена „Алчовица“. През двайсетте години на ХХ век при разкопки са намерени парчета от глинени съдове.